# یواس‌ان‌اس سرجوخه لئونارد سی براستروم (تی-ای‌کی-۲۵۵)
یواس‌ان‌اس سرجوخه لئونارد سی براستروم (تی-ای‌کی-۲۵۵) (به انگلیسی: USNS Private Leonard C. Brostrom (T-AK-255)) یک کشتی بود که طول آن ۵۲۰ فوت (۱۶۰ متر) بود. این کشتی در سال ۱۹۴۳ ساخته شد.